# 铁木尔·达瓦买提
铁木尔·达瓦买提（維吾爾語：تۆمۈر داۋامەت‎，1927年6月16日—2018年12月19日），维吾尔族，新疆托克逊人，中国共产党、中华人民共和国政治人物，原副国级领导人。大专学历，曾任第五届全国人大常委会委员，第八届、九届全国人大常委会副委员长，中国共产党第十二届、十三届、十四届中央委员。

## 生平
1950年，23岁的铁木尔·达瓦买提任新疆托克逊县二区三乡乡长、副区长。1952年12月加入中国共产党。1953年5月参加工作。1954年起，任新疆托克逊县县长，中共托克逊县委第一书记、书记，吐鲁番中心县副书记（其间，1955年至1957年在中央民族学院政治系研究班学习）。
1964年，任新疆维吾尔自治区人民委员会副主席。1968年，任新疆维吾尔自治区革委会生产指挥组副组长。1974年，任新疆维吾尔自治区革委会常委、自治区革委会学大寨办公室主任、自治区革委会农牧办公室主任。
1978年，任中共新疆维吾尔自治区党委书记（当时设有第一书记）、自治区革委会副主任。1979年，任中共新疆维吾尔自治区党委书记（当时设有第一书记），自治区人大常委会主任、国家民委副主任。
1985年，中共新疆维吾尔自治区党会副书记、自治区主席，晋升正部级。1993年3月，当选第八届全国人大常委会副委员长，晋升副国级，并且继续兼任新疆维吾尔自治区党委副书记、自治区主席职务。
1994年至1996年，任全国人大常委会副委员长、新疆维吾尔自治区党委副书记。1996年起，任全国人大常委会副委员长。1998年3月，第九届全国人大第一次会议上，他当选全国人民代表大会常务委员会副委员长，2003年3月卸任。
2018年12月19日14时20分，铁木尔·达瓦买提因病在北京逝世，享年92岁。官方评价为“中国共产党的优秀党员，忠诚的共产主义战士，党和国家民族工作的杰出领导人，维吾尔族人民的优秀儿子”。

## 身后
2018年12月21日上午在北京八宝山革命公墓举行“铁木尔·达瓦买提同志遗体送别”，习近平、李克强、栗战书、汪洋、王沪宁、赵乐际、韩正、王岐山等中共高层领导人，在哀乐声中缓步来到铁木尔·达瓦买提的遗体前肃立默哀，向铁木尔·达瓦买提遗体三鞠躬，并与铁木尔·达瓦买提亲属一一握手，表示慰问。
21日当天，铁木尔·达瓦买提的遗体在亲属及工作人员的护送下，由专机运回新疆维吾尔自治区首府乌鲁木齐市，按维吾尔族风俗与其原配夫人古孜热汗·如孜（1931年－1999年）合葬在乌鲁木齐市革命烈士陵园。
铁木尔·达瓦买提夫妇合葬墓毗邻司马义·艾买提墓。

## 艺术成就
铁木尔·达瓦买提爱好文学，喜爱写诗，曾经发表多本诗集。1963年发表处女作《我的坎土曼》、《青松的品质》。抒情组诗《阿勒泰抒情》获得1989年新疆自治区新时期优秀作品奖。诗集《心中的歌》、《故乡情》、《生命的火炬》被译成为日文。《生命的火炬》和《新疆——我可爱的故乡》分别由江泽民主席和李鹏总理题写书名。
他的大型画册《岁月的风采》于2004年12月22日在北京人民大会堂举行首发式暨研讨会。分为领袖情、事业情、战友情、祖国情、人民情、友人情、亲人情7个部分，以400幅照片以及各种精美民族图案的生动形式，集中展现了铁木尔·达瓦买提从一个普通农民成为党和国家领导人的历程，从不同侧面反映了他半个多世纪政治生涯和一个人民公仆的风采。